# باکلان خالدار
باکلان خالدار (نام علمی: Stictocarbo punctatus) نام یک گونه از سرده باکلانان است.